# Brandt (Dakota del Sud)
Brandt è un centro abitato (town) degli Stati Uniti d'America, situato nella contea di Deuel nello Stato del Dakota del Sud. La popolazione era di 107 persone al censimento del 2010.

## Storia
Brandt venne progettata nel 1884. La città prende il nome da Rev. P.O. Brandt.

## Geografia fisica
Brandt è situata a 44°39′51″N 96°37′25″W (44.664256, -96.623601).
Secondo lo United States Census Bureau, ha un'area totale di 1,26 miglia quadrate (3,26 km²).

## Società

### Evoluzione demografica
Secondo il censimento del 2010, c'erano 107 persone.

### Etnie e minoranze straniere
Secondo il censimento del 2010, la composizione etnica della città era formata dal 96,3% di bianchi, lo 0,9% di altre razze, e il 2,8% di due o più etnie. Ispanici o latinos di qualunque razza erano il 3,7% della popolazione.